# Finnische Seemannskirche

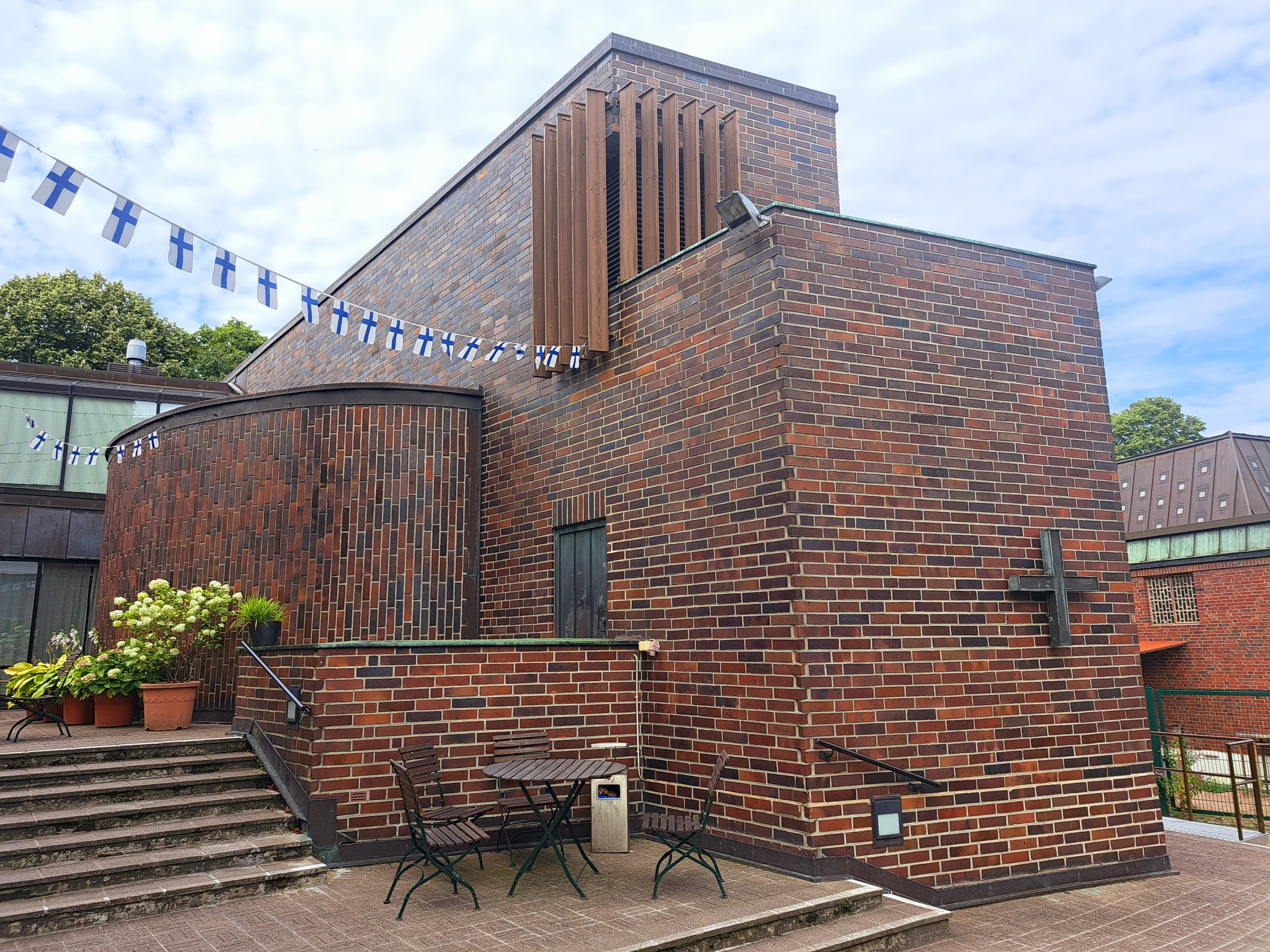
Gebäude der Finnischen Seemannskirche

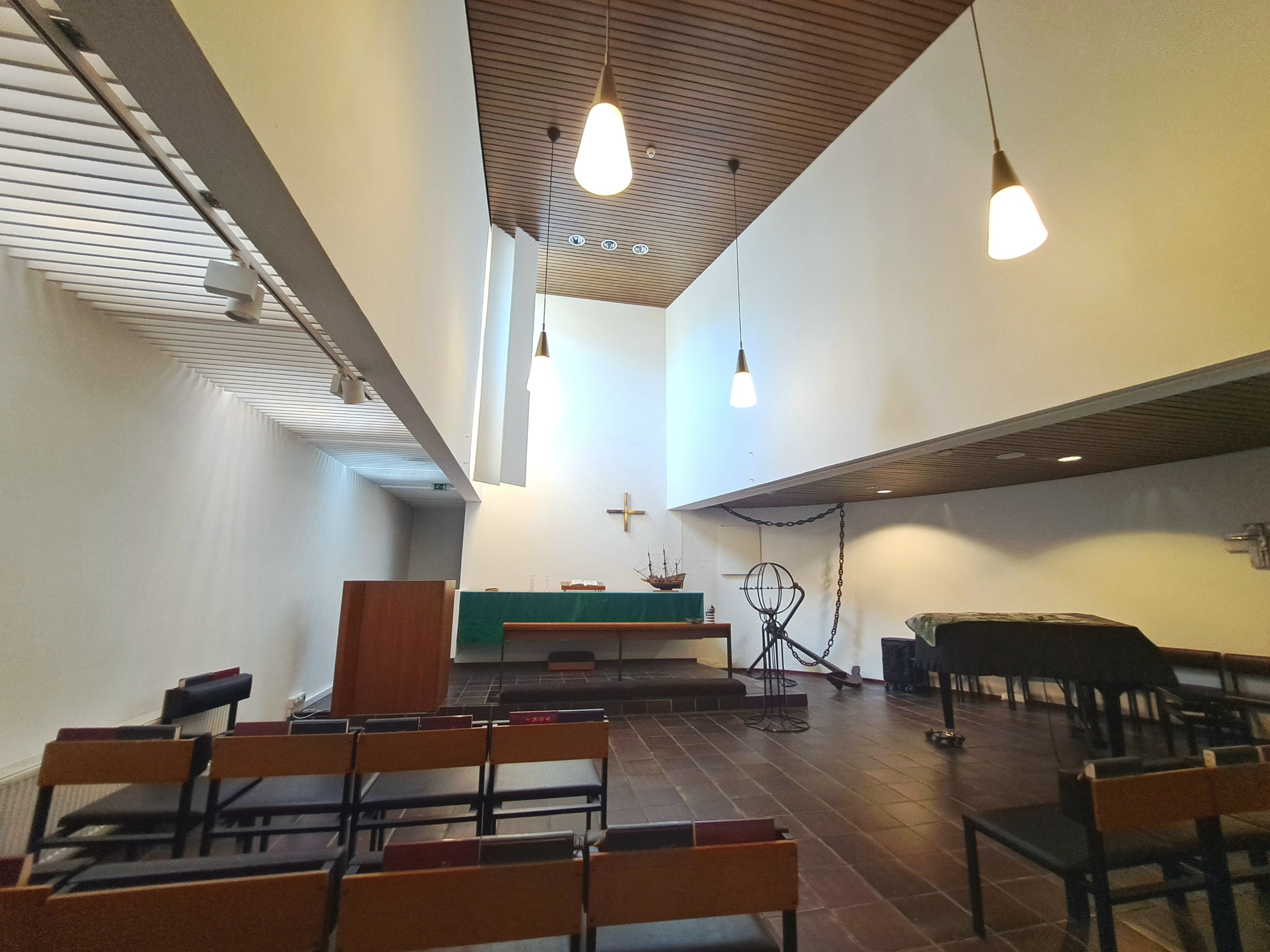
Kirchenraum

Die Finnische Seemannskirche ist eine Kirche im Hamburger Stadtteil Neustadt. Ihre Aufgabe ist die Betreuung finnischer Seeleute; sie bezieht aber auch finnische Fernfahrer in ihre Arbeit ein und ist daneben Ortskirche für die in Hamburg und Umgebung lebenden Finnen. Die Finnische Gesellschaft für Seemannsmission als Trägerin der Hamburger Kirche hat dazu eine Vereinbarung mit der Evangelisch-Lutherischen Kirche Finnlands geschlossen. Einmal monatlich feiert die Gemeinde einen Sonntagsgottesdienst (überwiegend in finnischer Sprache), zumeist mit Abendmahl, jede Woche eine Andacht (Stand 2024).
Die Finnische Seemannskirche ist Teil der Hamburger Seemannskirchen. In unmittelbarer Nachbarschaft stehen die Norwegische Seemannskirche und die Benediktekirken (dänische Seemannskirche), am anderen Ende der Straße die Schwedische Seemannskirche.

## Geschichte
Seit den 1880er Jahren waren finnische Seeleute durch die Pfarrer der Schwedischen Seemannskirche mit betreut worden, die 1883 in den Räumen der englischen Kirche in Hamburg begonnen hatten, sich der Seeleute anzunehmen. Die schwedische Mission hielt zu diesem Zweck finnische Zeitungen im Lesesaal vor und half finnischen Seeleuten beispielsweise bei Schriftverkehr und Geldangelegenheiten. Ende des 19. Jahrhunderts nahm die Zahl finnischer Seeleute in Hamburg zu, sodass die schwedischen Missionsmitarbeiter mehr finnische als schwedische Seeleute betreuten und schließlich auch den ersten finnischen Mitarbeiter einstellten.
Erst im Juni 1901 traf der erste von der Finnischen Gesellschaft für Seemannsmission entsandte Mitarbeiter, der Theologiestudent Toivo Waltari, in Hamburg ein. Waltari hielt Predigten auf Finnisch und erstellte einen Bericht, in dem er die Situation und den Betreuungsbedarf finnischer Seeleute in den norddeutschen Häfen schilderte. Im Oktober 1901 beschloss die finnische Seemannsmission, die Arbeit in Hamburg offiziell aufzunehmen, und entsandte Toivo Waltari, der, inzwischen zum Pfarrer ordiniert, im Februar 1902 in Hamburg seine Arbeit aufnahm. Dazu zählten Gottesdienste und Andachten sowie Besuche auf Schiffen, in Krankenhäusern und im Gefängnis. Im ersten Jahr wurden 6200 Besucher des Lesesaals gezählt. Neben den Seeleuten kümmerte sich Waltari auch um andere in Hamburg lebende Finnen und initiierte einen Chor, einen Handarbeitskreis und einen Nothilfefonds. 1906 kehre Waltari nach Finnland zurück, wo er später Leiter der Finnischen Gesellschaft für Seemannsmission wurde. Seine Nachfolger blieben in der Regel für ein oder zwei Jahre in Hamburg, bevor sie nach Finnland zurückkehrten oder an andere Einsatzorte versetzt wurden.
Im Jahr 1907 konnte die finnische Seemannsmission in die Räume der neu erbauten schwedischen Seemannskirche umziehen, musste sie jedoch 1915 wieder verlassen und andere Räume am Johannisbollwerk anmieten. Inzwischen zählte die Station mehr als 16.000 Besucher im Jahr. Nach mehreren weiteren Umzügen kaufte die Mission 1921 ein eigenes Gebäude, dessen Kirche allerdings erst im April 1926 eingeweiht werden konnte. Im Oktober 1926 kam ein Seemannsheim mit 55 Zimmern hinzu. In den 1930er und 1940er Jahren wurde der Betrieb der Station durch Laienmitarbeiter aufrechterhalten, bis das Gebäude 1943 durch den Bombenangriff auf Hamburg zerstört wurde. Der Schiffsverkehr war während des Zweiten Weltkrieges zum Erliegen gekommen.
In den 1950er Jahren kamen wieder finnische Seeleute nach Hamburg. Wie zu Anfang des Jahrhunderts suchten sie die Schwedische Kirche auf, die als einzige der Hamburger Seemannskirchen unzerstört geblieben war. Ab 1957 waren dort aus Finnland entsandte Mitarbeiter tätig, die sich um Finnen in Hamburg und finnische Seeleute kümmerten. Verhandlungen der Finnischen Gesellschaft für Seemannsmission, unterstützt durch die finnische Handelsvertretung in Hamburg und die Deutsch-Finnische Vereinigung, mit der Stadt Hamburg führten 1963 dazu, dass die Stadt das bisherige Grundstück ankaufte und dafür ein anderes, größeres Pachtgrundstück zur Verfügung stellte, auf dem ein neues Kirchengebäude nach den Plänen der Architekten Pentti Ahola und Dieter Langmaack errichtet und 1966 eingeweiht wurde.
In den 1960er Jahren kamen jährlich rund 300 finnische Schiffe in Hamburg an; die schwedische Kirche zählte etwa 6500 finnische Besucher pro Jahr. Im neuen finnischen Kirchengebäude stiegen die Besucherzahlen dann auf 28.000 im Jahr 1967, auf über 30.000 in den 1970er und auf über 45.000 in den 1990er Jahren an, darunter zahlreiche Saunagäste. 1975 übernahm die Stiftung Finnische Seemannsmission in Hamburg die Trägerschaft der Kirche.
Die ungarischsprachige evangelisch-reformierte Gemeinde ist seit 1991 Gast in der finnischen Seemannskirche und hält dort regelmäßige Gottesdienste ab.
Mehr als 30 Jahre nach dem Bau der Kirche wurde sie zwischen 1996 und 2000 umfassend saniert; Saunen, Gemeinderäume und Haustechnik wurden auf den neuesten Stand gebracht. Im Jahr 2001 hatte die Station vier hauptamtliche Mitarbeiter, dazu mehrere Teilzeit- und Honorarkräfte und Diakoniepraktikanten. Seit 2002 sind dort auch Sozialarbeiter tätig. In den 1990er Jahren besuchten die Schiffspastoren jährlich zwischen 250 und 450 Schiffe. 2016 hatte die Kirche im Jahr rund 70.000 Besucher.

## Gebäude

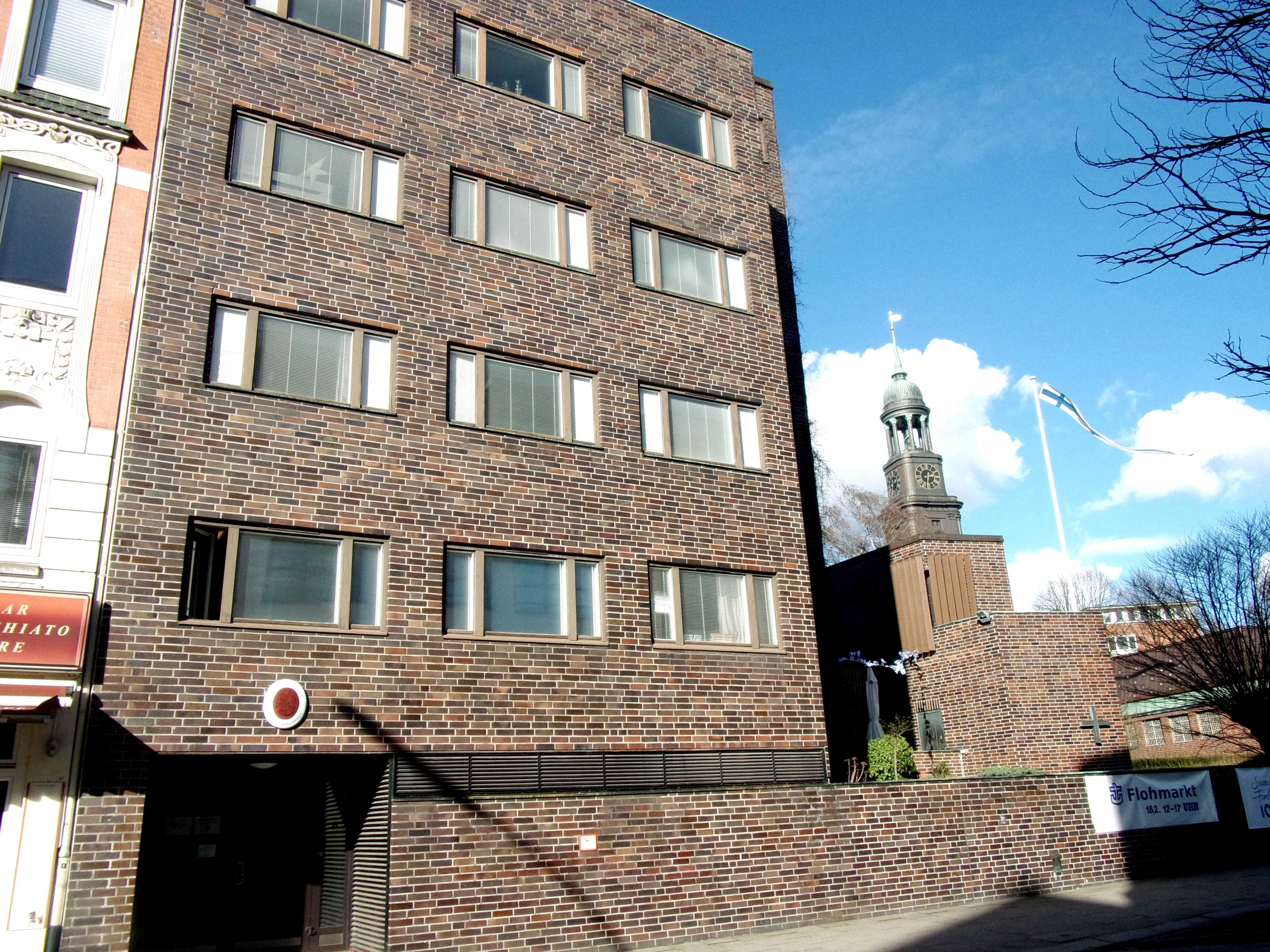
Gebäudekomplex der Finnischen Seemannskirche mit Konsulat

Der finnische Architekt Pentti Ahola entwarf die Kirche mit Gemeinderäumen, Wohnräumen für Mitarbeiter und Gästezimmern gemeinsam mit dem deutschen Architekten Dieter Langmaack. Die Grundsteinlegung war am 22. April 1965, die Einweihung am 18. Dezember 1966. Zur Kirche gehören (2016) neben dem Kirchsaal ein Café, eine Bücherei, ein Laden, Saunen, ein Spielzimmer und Unterkünfte.
Das Gebäude befindet sich in unmittelbarer Nähe der Seemannskirchen der skandinavischen Nationen. Mit dunkelbraunem Klinker verkleidet, ist das Gebäude in schlichten Formen gehalten und repräsentiert die funktionalistische Architektur der finnischen Nachkriegsmoderne. Ein bronzenes Kreuz an der Außenwand des Kirchensaales kennzeichnet diesen Teil des Gebäudekomplexes als sakralen Raum. In dem hohen Gebäudeteil befinden sich Wohnungen. Das Grundstück wird von einer ebenfalls braun geklinkerten Mauer umfasst, die die verschiedenen Gebäudeteile optisch verbindet.
Der Kirchensaal hat den Grundriss eines rechtwinkligen Trapezes, die – im Blick auf den Altar – rechte Wand läuft in einem leicht spitzen Winkel auf den Altar zu. Der Kirchensaal kann auf der linken Seite zum Gemeindesaal hin geöffnet und so vergrößert werden. Der Kirchensaal ist der Bauform der Basilika nachempfunden und in der Mitte etwa doppelt so hoch wie an den Seitenwänden, sodass er trotz des schmalen Grundrisses wie ein traditionelles Kirchenschiff mit Seitenschiffen gegliedert erscheint. Rechts des Altars weitet sich der Altarraum mit einem Bogen. Dort stehen das Taufstein und ein Kerzenhalter in Form einer Erdkugel sowie ein Anker, der (ausweislich der Plakette) von der MS Levante der Reederei Henry Nielsen stammt. Links des Altars steht auf dem Podest die quaderförmig gestaltete dunkle Kanzel, rechts des Altars aus hellem Naturstein. Der mittig platzierte Altar mit einem Votivschiff steht auf einem flachen Podest. Davor befindet sich eine Kniebank zur Austeilung des Abendmahls.
Die Dachfläche des linken Seitenschiffs ist verglast und beleuchtet so den Kirchensaal von oben. Der Fußboden ist dunkel gefliest, der hohe mittlere Teil der Decke mit dunklem Holz getäfelt, während alle übrigen Wände und Deckenflächen weiß verputzt sind. Auf der dem Altar gegenüberliegenden Seite befindet sich eine kleine Empore mit Orgel. Das Gestühl ist modern und schlicht aus dunklem Holz gestaltet.
Die Orgel auf der Empore wurde 1967 vom Hamburger Orgelbauer Franz Grollmann erbaut und verfügt über 5 Register auf einem Manual und Pedal.
Der Gebäudekomplex ist als Kulturdenkmal in der Hamburger Denkmalliste verzeichnet.

## Glocken
In der Glockenstube hängen zwei Glocken, welche 1966 von den Gebrüdern Rincker im hessischen Sinn bei Herborn gegossen wurden.
| Glocke | Schlagton | Gießer, Gussort     | Gussjahr | Durchmesser |
| ------ | --------- | ------------------- | -------- | ----------- |
| 1      | h′        | Gebr. Rincker, Sinn | 1966     | 870 mm      |
| 2      | d″        | Gebr. Rincker, Sinn | 1966     | 725 mm      |

## Gemeindeleben
In der Kirche und den angeschlossenen Gebäuden finden Gottesdienste und andere Aktivitäten der Gemeinde statt. Seeleute und Lkw-Fahrer werden mit Shuttlebussen zur Kirche gefahren, wo sie außerhalb des gottesdienstlichen Raums die Möglichkeit haben, sich zu erholen, die Sauna zu besuchen, finnische Zeitungen zu lesen, Fernsehsendungen zu sehen, Wäsche zu waschen usw. Der jährliche Basar des Handarbeitskreises der Gemeinde in der Adventszeit ist ein bei den Hamburgern beliebtes Ereignis mit rund 30.000 Besuchern. Ein kleiner Selbstbedienungsladen bietet finnische Produkte an. An der angeschlossenen Sprachschule Hampurin suomalainen koulu erhalten finnische Kinder und Jugendliche muttersprachlichen Unterricht. Ein Projekt zur Nachbarschaftshilfe bietet Unterstützung in Problemsituationen.
In den Räumen befindet sich auch die Vertretung des finnischen Honorarkonsuls in Hamburg.